# تعلم الآلة المستمر
التعلم الآلة المستمر أو التعلم المستمر فقط في علم الحاسوب طريقة تعلم الآلة حيث تصبح المعطيات متاحة بترتيب تسلسلي وتُستخدم لتحديث أفضل متنبئ للبيانات المستقبلية في كل خطوة، على عكس تقنيات التعلم المجمعة التي تولد أفضل متنبئ عن طريق التعلم على مجموعة بيانات التدريب بأكملها مرة واحدة. يعد التعلم المستمر أسلوبًا شائعًا يستخدم في مجالات تعلم الآلة حيث يكون من غير الممكن من الناحية الحسابية التدريب على مجموعة المعطيات بأكملها ما يتطلب الحاجة إلى خوارزميات خارج الذاكرة الأساسية. يُستخدم أيضًا في المواقف التي يكون فيها من الضروري أن تتكيف الخوارزمية مع الأنماط الجديدة في المعطيات، أو عندما تُنشأ المعطيات نفسها دالة للوقت، على سبيل المثال، التنبؤ بسعر السهم . قد تكون خوارزميات التعلم المستمر عرضة للتدخل الكارثي وهي مشكلة يمكن معالجتها من خلال أساليب التعلم التدريجي.